# Sidama Coffee
Sidama Coffee is een Ethiopische voetbalclub uit de stad Awasa. Ze komen uit in de Premier League, de hoogste voetbaldivisie van Ethiopië.